# Сапета, Назар Богданович
Наза́р Богда́нович Сапе́та (укр. Назар Богданович Сапета; 1994, Буск) — украинский военнослужащий, сержант, участник российско-украинской войны. Герой Украины (2025).

## Биография
Назар Сапета родился в городе Буск Львовской области. Во время российского вторжения в Украину служил штурмовиком в 80-й отдельной десантно-штурмовой Галицкой бригаде Десантно-штурмовых войск Вооружённых сил Украины.
В сентябре 2023 года возглавлял штурмовую группу в боях за Клещиевку. В ходе одного из штурмов его группа уничтожила до 20 военнослужащих противника и боевую машину пехоты БМП-2. Несмотря на полученные тяжёлые ранения, задание было выполнено. 
В результате боевых действий потерял ногу и руку. После прохождения реабилитации ему были установлены протезы.

## Награды
- Звание «Герой Украины» с удостоением ордена «Золотая Звезда» (21 февраля 2025) — за личное мужество и героизм, проявленные в защите государственного суверенитета и территориальной целостности Украины, верность военной присяге'[1].
- Медаль «За военную службу Украине» (28 ноября 2022) — за личное мужество и отвагу, проявленные в защите государственных интересов, укрепление обороноспособности и безопасности Украины[2].
- Орден «За мужество» II степени (4 июня 2022) — за личное мужество и самоотверженные действия, проявленные в защите государственного суверенитета и территориальной целостности Украины[3].
- Орден «За мужество» III степени (21 августа 2020) — за личное мужество и самоотверженные действия, проявленные в защите государственного суверенитета и территориальной целостности Украины, верность военной присяге.